# Паново (Коломенский район)
Па́ново — деревня в Коломенском районе Московской области в составе сельского поселения Биорковское. Население — 114 чел. (2010). Расположена в центре района, в 5,5 км к юго-западу от Коломны. Ближайшая железнодорожная станция — железнодорожная платформа Семёновская — в 1 км.
В селе функционирует сельхозпредприятие ЗАО «Пановский».

## Население
| 2002 | 2006 | 2010 |
| ---- | ---- | ---- |
| 77   | ↗88  | ↗114 |

## Люди, связанные с деревней
В деревне вырос Герой Советского Союза Черябкин, Пётр Лаврентьевич, в местной средней школе действует музей Боевой славы имени П. Л. Черябкина.